# Abbazia di Monte Oliveto Maggiore
L'abbazia di Monte Oliveto Maggiore è un monastero benedettino nel territorio del comune di Asciano, dove risiede il governo e l'abate generale della Congregazione benedettina di Santa Maria Monte Oliveto ed è sede dell'abbazia territoriale di Monte Oliveto Maggiore.

## Storia

### Le origini dell'abbazia di Monte Oliveto Maggiore - 1313
Le origini del complesso monastico di Monte Oliveto Maggiore si fanno risalire al 1313, anno in cui il nobile senese San Bernardo Tolomei (1272-1348) si ritirò in questo possedimento famiglia, chiamato Deserto di Accona, insieme ai compagni Ambrogio Piccolomini, Patrizio Patrizi e altri seguaci a condurre vita eremitica lontano dai clamori della città di Siena. Nel 1319 la fondazione ricevette l'approvazione dal vescovo di Arezzo Guido Tarlati, nel cui territorio diocesano rientrava Monte Oliveto, imponendo ai religiosi la regola benedettina; nacque così la Congregazione benedettina olivetana che da allora ha in Monte Oliveto Maggiore la sua casa madre. Nel 1344 la Congregazione ricevette la conferma pontificia da papa Clemente VI. I monaci olivetani si diffusero rapidamente in tutta Italia. Alla metà del sec. XVII c'erano sei monasteri olivetani in Toscana.

### Monte Oliveto Maggiore eretto in abbazianullius- 1765
Con la bolla del 18 gennaio 1765, Monte Oliveto Maggiore fu eretta in abbazia nullius dioecesis da papa Clemente XIII, ossia non soggetta all'autorità di nessun vescovo e fuori dal territorio di una diocesi, senza tuttavia un territorio. La giurisdizione dell'abate si estendeva alla chiesa, al monastero e alle persone ivi dimoranti: monaci, oblati, inservienti laici. Gli atti dell'abate come ordinarius loci furono registrati nel Libro Nullius di Monte Oliveto Maggiore, manoscritto del secolo XVIII, conservato nell'Archivio storico dell'abbazia, insieme alla bolla pontificia.

### Luogo di rifugio durante la seconda guerra mondiale
Dopo l'8 settembre 1943, con l'occupazione tedesca e la Repubblica Sociale Italiana l'abbazia di Monte Oliveto fu luogo di rifugio per numerosi renitenti alla leva, rifugiati politici e militari e due famiglie di ebrei senesi (due giovani fratelli e una coppia con bambino). Protetti dalle mura del monastero e dalla solidarietà dei monaci, i rifugiati poterono vivere in un'atmosfera di relativa serenità. Anche in occasione dell'unica perquisizione a poche settimane dal passaggio del fronte, il piano di emergenza predisposto dai monaci protesse adeguatamente tutti i ricercati.

### Monte Oliveto Maggiore dopo il 1947
Dal 1765 fino al 1947 l'Abbazia non ebbe parrocchie dipendenti. Solo nel corso del secolo XX (1947, 1963, 1975) sono state aggregate all'abbazia alcune parrocchie rurali prossime al monastero, già nei territori delle diocesi di Arezzo e di Pienza e costituendo quindi Monte Oliveto come abbazia territoriale. Papa Pio XII con la bolla Nullus hominum ignorat, del 1º maggio 1953, eresse il capitolo dei canonici nella chiesa abbaziale. Monte Oliveto Maggiore ha da sempre goduto di uno statuto speciale e l'abbazia territoriale è tutt'oggi una sede della Chiesa cattolica immediatamente soggetta alla Santa Sede, appartenente alla regione ecclesiastica Toscana. Essa comprende 4 parrocchie site nel comune di Asciano: la chiesa cattedrale della Natività di Maria a Monte Oliveto, San Florenzo a Vescona, San Giovanni Battista a Pievina, San Michele Arcangelo a Chiusure..

## Architettura

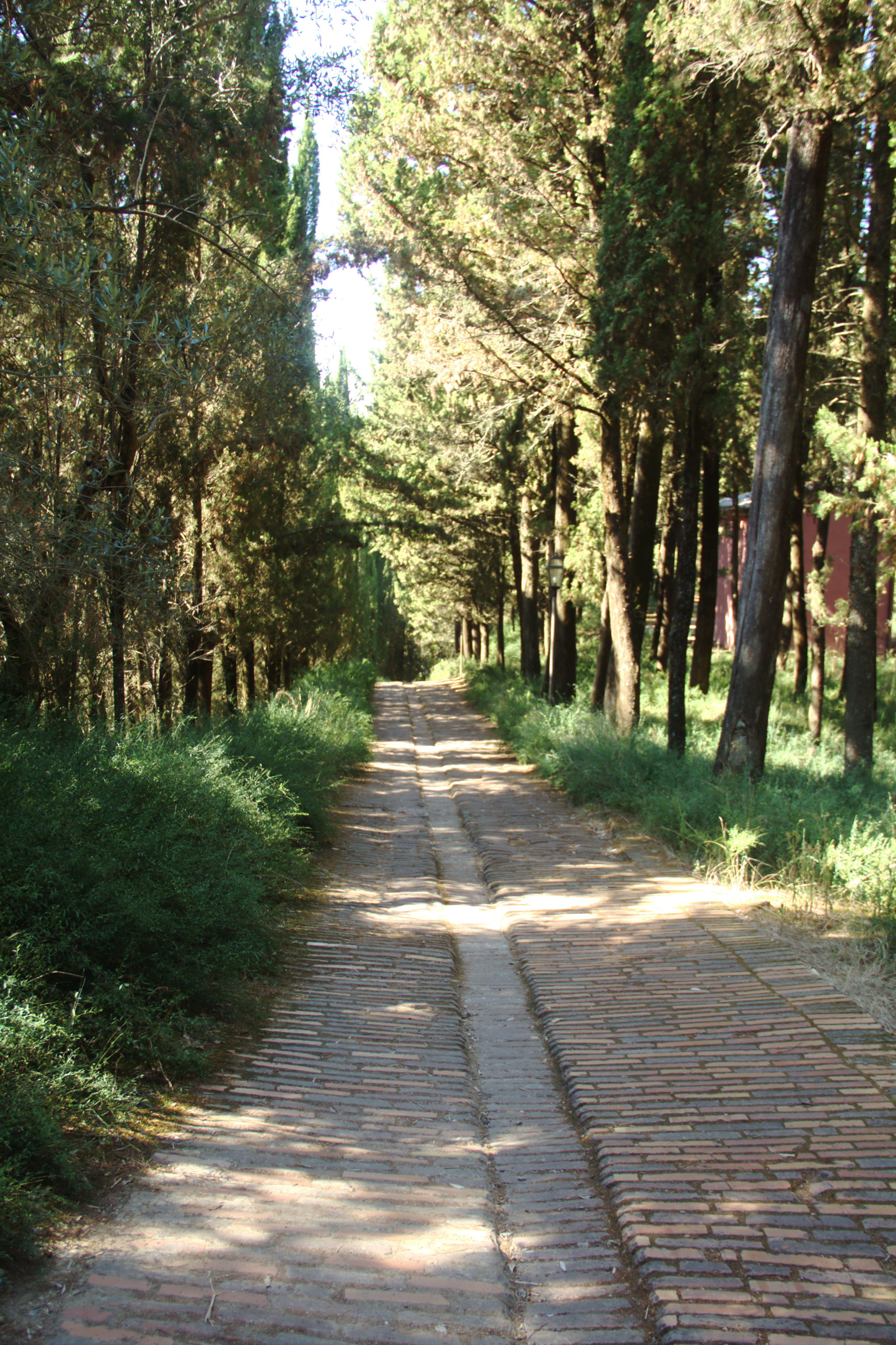
Il viale d'ingresso

È situata su un'altura a dominio delle Crete senesi all'interno di un bosco di cipressi, querce e pini, è uno dei più importanti monumenti della Toscana sia per l'importanza storico-territoriale che per l'elevato numero di opere d'arte in essa racchiusa.

### Ingresso ed esterno
Si accede al monastero tramite un palazzo medievale in mattoni rossi, raggiunto percorrendo un ponte levatoio e sovrastato da una massiccia torre quadrangolare dotata di barbacani e merlature. La costruzione di questo edificio, adibito a porta d'ingresso fortificata del monastero, fu iniziata nel 1393, per terminare nel 1526 ed essere poi seguita da un restauro nel XIX secolo. Sopra l'arcone d'ingresso è posta una terracotta smaltata, raffigurante la Madonna col Bambino circondata da due angeli, attribuita ai Della Robbia; nei pressi è posta un'altra terracotta robbiana, raffigurante San Benedetto benedicente.
Superato il palazzotto si imbocca un lungo e suggestivo viale di cipressi, lungo cui sono posti l'orto botanico della vecchia farmacia, distrutta nel 1896, una peschiera risalente al 1533 e alcune cappelle isolate nel bosco di cipressi: quella della Madonna dell'Onigo, quella di San Benedetto, quella di San Bernardo Tolomei, quella della Santa Croce, quella di Santa Francesca Romana e quella di Santa Scolastica. In fondo al viale si trova il campanile, di stile romanico-gotico, e l'abside della chiesa abbaziale che presenta una facciata tardo-gotica; nella zona absidale è stata collocata nel 2009 la statua di San Bernardo Tolomei, di Massimo Lippi. Da una porta situata a destra dell'ingresso della chiesa si accede al Chiostro Grande.

### Il chiostro grande
Il chiostro grande, il primo dopo l'ingresso, è a pianta rettangolare e venne realizzato tra il 1426 e il 1443. Presenta, al centro, una statua marmorea di San Benedetto e, in un angolo, una vera di pozzo, anch'essa in marmo, costruita nel 1439. Il lato più antico presenta un particolare doppio loggiato in corrispondenza del primo e del secondo piano, con archi a tutto sesto poggianti su colonne in mattoni con capitelli in pietra.
Le pareti delle quattro gallerie al pian terreno sono interamente dipinte con gli affreschi delle Storie di San Benedetto, realizzati da Luca Signorelli e Antonio Bazzi detto Il Sodoma. Si tratta di una delle più importanti testimonianze della pittura italiana dell'epoca rinascimentale.
Gli affreschi del Signorelli sono otto e vennero realizzati nel 1497-98. I restanti sono del Sodoma e vennero realizzati dal 1505 in poi.

### La chiesa

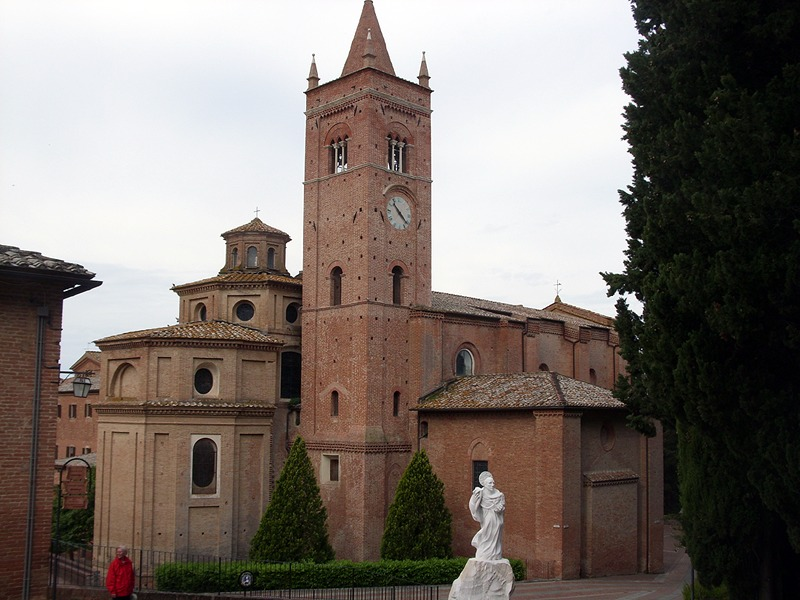
Esterno della chiesa

Si accede dal chiostro grande attraverso un passaggio sulla cui sinistra è posto l'affresco Gesù che porta la croce, uno dei capolavori del Sodoma. Sempre dello stesso artista sono anche l'affresco posto sulla destra (Gesù alla colonna) e anche San Benedetto che dà la regola ai fondatori di Monte oliveto. Si entra nell'atrio, realizzato sul luogo di un'antica chiesa realizzata nel 1319 alle cui pareti sono posti gli affreschi raffiguranti i Padri eremiti del deserto del 1440 e un altro raffigurante il Miracolo di San Benedetto, tutti realizzati da un ignoto artista di scuola senese. In una nicchia è posto il gruppo scultoreo di fra Giovanni da Verona raffigurante la Madonna col bambino in trono.
La chiesa, ha una navata a croce latina, presenta un interno molto luminoso. È stata rinnovata in forme barocche nel 1772 da Giovanni Antinori. La maggiore opera d'arte presente è il coro ligneo intagliato e intarsiato di fra Giovanni da Verona, realizzato nel 1503-1505. Si tratta di uno dei più importanti esempi di opere di tarsia d'Europa.
Altre opere degne di nota sono il leggio di frà Raffaele da Brescia e la tela di Jacopo Ligozzi, raffigurante l'Assunta e sempre dello stesso autore anche la Natività di Maria (1598) posta dietro l'altare maggiore. Dal transetto si accede alla Cappella del Sacramento che contiene un Crocifisso in legno policromato della prima metà del XIV secolo. Notevole anche la Sagrestia con il soffitto in legno intarsiato realizzato nel 1417.

### Chiostro di mezzo e refettorio

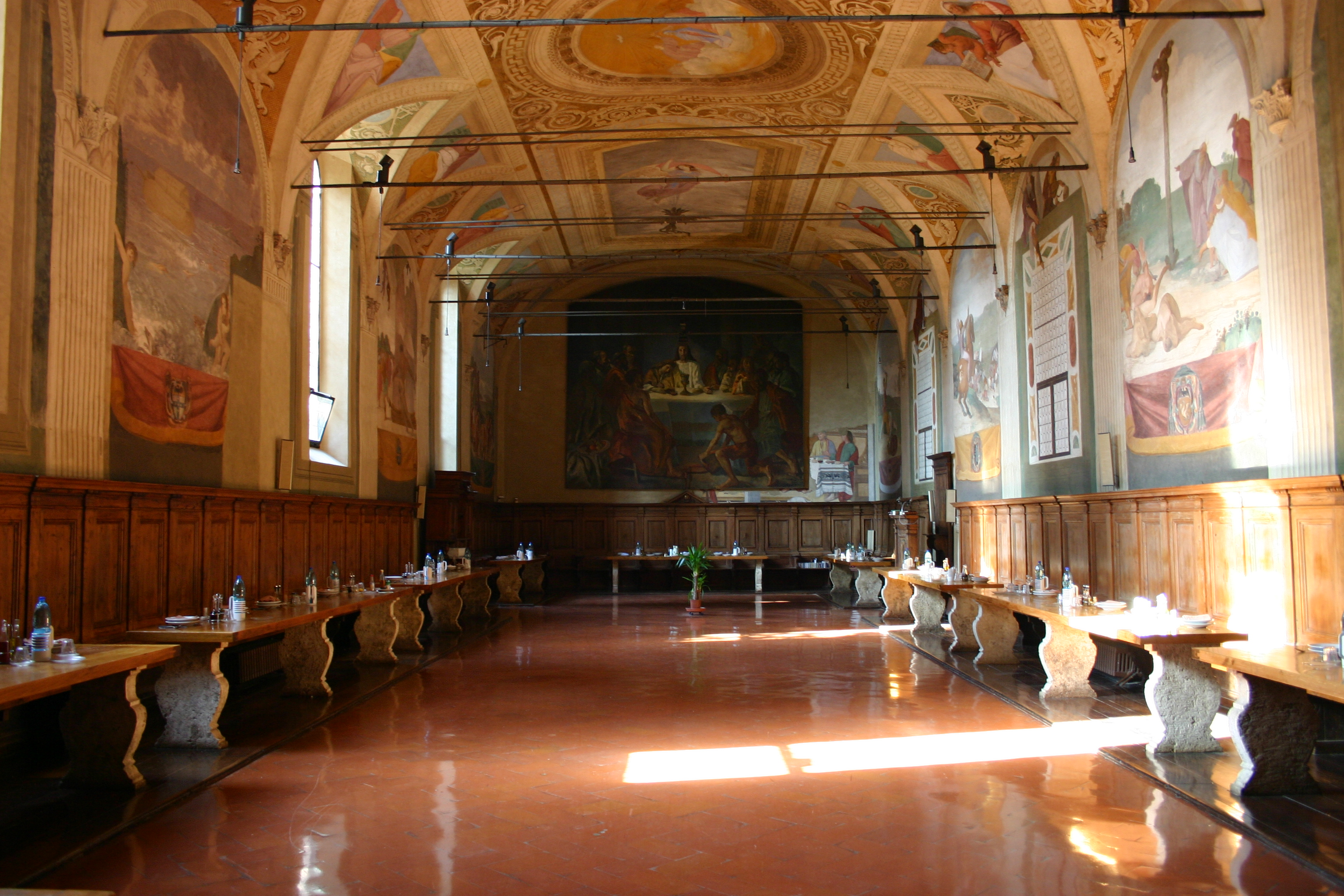
Il refettorio

Si accede al chiostro di mezzo, solo in parte non compreso nel recinto della clausura, attraverso una porta situata sul lato sud del chiostro grande.
Il chiostro di mezzo venne realizzato nel XV secolo ed è circondato da un porticato con archi a tutto sesto poggianti su pilastri ottagonali. Sopra la porta di accesso vi è la tela raffigurante la Madonna col Bambino e angeli del XV secolo. 
Un atrio precede il refettorio e in esso sono posti un lavabo del XVI secolo e sopra l'affresco dell'Adorazione dei Pastori del Riccio, strappato dal "Paradiso", l'antica cripta della chiesa abbaziale, oggi ampiamente rimaneggiata.
Il refettorio fu costruito nel 1387-1390. È costituito da un unico grande ambiente coperto con volta a botte ribassata e lunettata illuminato da grandi finestre rettangolari che si aprono sulla parete sinistra. Le pareti e la volta sono decorate dagli affreschi di frà Paolo Novelli che li realizzò nel 1670. Sulla parete di fondo è posta la tela raffigurante l'Ultima Cena di Lino Dinetto (1948) in luogo di un antico affresco avente come soggetto lo stesso tema, attualmente in gran parte perduto.

### Biblioteca
Dal chiostro di mezzo per una scala si accede al primo piano. Sulla prima rampa è posto l'affresco del Sodoma dell'Incoronazione di Maria; sulla seconda rampa l'affresco di ignoto raffigurante la Deposizione. Nel vestibolo dipinto ad encausto, raffigurante Personaggi e fatti della Congregazione Olivetana di Antonio Müller di Danzica risalente al 1631, si ha una doppia scalinata di recente costruzione che permette l'accesso alla biblioteca.

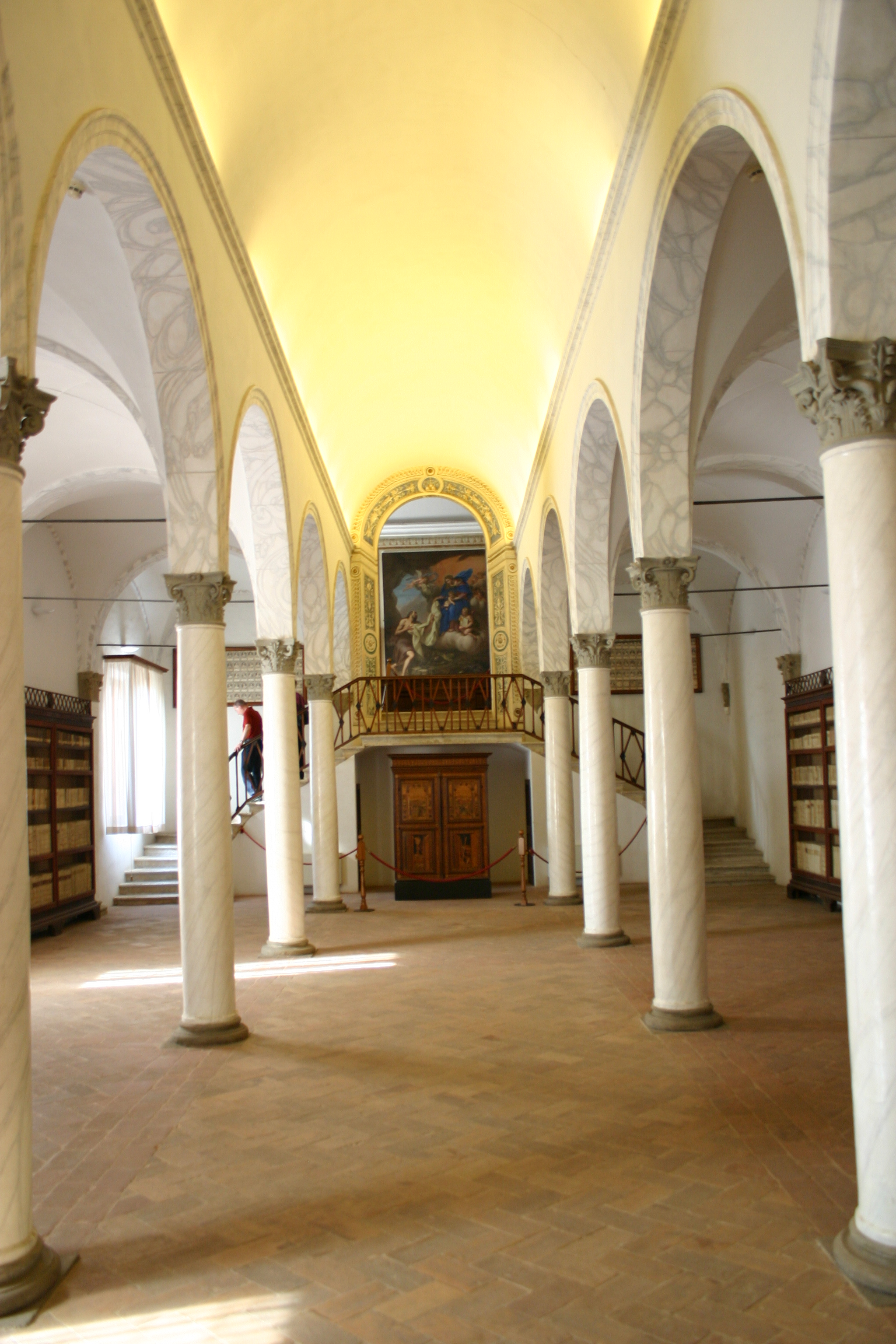
La biblioteca. In fondo, la farmacia

La sala della Biblioteca, voluta dall'abate Francesco Ringhieri nel 1515, venne disegnata da fra Giovanni da Verona, che ne scolpì anche i capitelli in pietra serena, intagliò il portone di ingresso, l'armadio per i corali sulla parete di fondo e il candelabro ligneo del 1502, collocato in mezzo alla sala. Si tratta di un lungo ambiente diviso in tre navate, quella maggiore con volta a botte, le due laterali con volta a crociera, da un colonnato che sta in piedi nonostante nella stanza sottostante non ci siano colonne (vi è infatti il refettorio), poiché le colonne sono inclinate in modo da scaricare il peso sul muro portante.
La biblioteca monastica contiene 40.000 tra opuscoli, volumi e incunaboli, che tuttavia non sono quelli della originaria dotazione, andata dispersa dopo la soppressione dell'Ordine nel 1809, ma provengono dal soppresso monastero olivetano di Santa Maria di Monte Morcino Nuovo, presso Perugia.

### Farmacia
Da un grande arco che si apre nella parete di fondo, tramite una doppia scalinata, si accede alla Farmacia, anch'essa del XVI secolo. La Farmacia accoglie in vasi di ceramica bianca ed azzurra contrassegnati dallo stemma olivetano (XVII secolo) una ricca collezione di erbe medicinali. Sulle parete laterali due grosse icone intagliate in legno e indorate di un artista del XV secolo, mentre sulla parete di fondo si staglia la "Madonna che dona l'abito monastico a san Bernardo Tolomei" di Giovanni de Maria (XVI secolo).

### Definitorio
Con il nome di definitorio si intende la Sala del Capitolo (1498), sulla cui parete di fondo è posto l'affresco Madonna col Bambino e Santi di Matteo Ripanda (XVI secolo), in cui è stato allestito un piccolo museo di arte sacra. Vi sono infatti ospitati una serie di dipinti quali la Madonna col Bambino di Segna di Bonaventura, la Maestà del Maestro di Monteoliveto, il San Bernardino di Neroccio di Bartolomeo, l'affresco di scuola senese raffigurante San Sebastiano e la Madonna col Bambino di Vincenzo Tamagni.

### Aula del Tribunale
Il grande ambiente, dove si discutevano gli affari interni monastici e si esercitava potere giurisdizionale, presenta affreschi di Bartolomeo Neroni detto il Riccio, databili al 1535-40 circa: il soffitto è decorato a grottesche su fondo bianco con piccoli riquadri contenenti Allegorie e Virtù. L'altare in fondo, invece, è ornato da un altro affresco del Riccio con Cristo e l'Adultera.